# Salvatore Biondi
Salvatore Biondi (Cerreto Sannita, 1º ottobre 1885 – Benevento, 27 novembre 1973) è stato un collezionista d'arte e storico italiano.
"Non ricco, pensionato, don Salvatore Biondi passa la vita rovistando case di contadini, botteghe di antiquariato e conventi di monache; tenace, fa la corte ad un pezzo per anni ed anni finché non viene in suo possesso e, capace di anteporre agli investimenti che rendono quelli di carattere nobile, che procacciano la qualifica di "signore", ha la gloria che, volendo il Presidente della Repubblica Einaudi conoscere le ceramiche di Cerreto, ha dovuto andare da lui" (Guido Piovene)

## Biografia
Salvatore Biondi è stato autore di diversi saggi storici di interesse locali, fra cui "Storia delle antichissime ceramiche di Cerreto Sannita" contenente anche il diario delle sue molteplici iniziative e dei suoi incontri con personaggi più o meno noti ed influenti per far conoscere l'antica arte della maiolica di Cerreto Sannita. Ha anche costituito col passare del tempo la più importante collezione di ceramiche cerretesi, che usava in parte esporre nelle diverse mostre cui partecipava. Tale collezione, composta da oltre mille pezzi, è oggi andata dispersa.
Grazie ai suoi sforzi si deve la nascita dell'Istituto Statale d'Arte di Cerreto Sannita.
Invogliato da diverse autorità locali, partecipò il 1º luglio 1950 ad una mostra in Benevento esponendo oltre 300 pezzi. La mostra fu organizzata per onorare il Presidente della Repubblica Luigi Einaudi. Questi, assieme alla moglie donna Ida ed all'on.le Andreotti sostarono a lungo davanti alle ceramiche cerretese anche perché il Presidente era a sua volta collezionista di ceramiche (quelle di Savona).
"Nel settembre del 1953 Eduardo De Filippo venne a Benevento per una recita di beneficenza. Mi incontrai con lui e gli feci dono di un artistico piatto dei ceramisti di Cerreto, come ringraziamento a nome di quei poveri e in ricordo dell'incontro. Quando lo prese tra le mani, ammirandolo da competente, mi parlò con cognizione di causa di Carlo III, di Capodimonte, di Giustiniani, di Cerreto." (autobiografia di Salvatore Biondi)
Ebbe anche altri incontri con il Presidente del Museo Internazionale delle Ceramiche di Faenza Gaetano Ballardini, il Patriarca di Venezia Piazza e lo scrittore Guido Piovene.
"Il 6 aprile 1955 venne a Benevento, per il "Viaggio in Italia il noto scrittore Guido Piovene. Qualcuno gli parlò delle mie ceramiche e desiderò vederle. Volle vedere anche documenti e libri che io conservo gelosamente e al termine della visita mi regalò una fotografia con dedica: "A Salvatore Biondi, custode della civiltà del Sannio". Chi legge il suo volume "Viaggio in Italia" pubblicato troverà alcune pagine dedicate alle ceramiche di Cerreto Sannita.